# Aimes Green
Aimes Green – wieś w Anglii, w hrabstwie Essex. Leży 33 km na zachód od miasta Chelmsford i 23 km na północny wschód od Londynu.